# Royal Engineers Association Football Club
The Royal Engineers AFC (Club de fútbol de la Asociación Real de Ingenieros) es un equipo de fútbol fundado en 1863, bajo la dirección del Mayor Francis Marindin del Real Cuerpo de Ingenieros. Gozaron de un alto grado de éxito en la década de 1870, ganando la FA Cup en 1875.
El equipo empató 1-1 contra Old Etonians con un gol de Renny - Tailyour lo cual dio paso a un partido de desmpate que se jugó días después ganando 2-0 con un goles de Renny - Tailyour y Stafford.
The Royal Engineers fueron el primer equipo de fútbol en realizar una gira, la cual realizaron por las ciudades de Nottingham, Derby y Sheffield en 1873.
El 'Engineers' juega a la par en la Liga de Fútbol profesional, con regularidad hasta fines de 1880 y fueron probablemente el último equipo formado por 'caballeros'. Estos mantuvieron su carácter como equipo amateur (como es la tradición desde los comienzos de la historia del fútbol) y no se convirtieron en un equipo profesional, lo cual el equipo se aleja de la competencia alrededor de 1890, dando paso a jugar solamente contra otros equipos de las fuerzas armadas.

## Plantilla (1875)
La plantilla ganadora de la FA Cup de 1875 fue la siguiente:
- -Capitán W. Merriman
- -Teniente G.H. Sim;
- -Teniente G.C. Onslow;
- -Teniente R.M. Ruck
- -Teniente P.G. Von Donop
- -Teniente C.K. Wood
- -Teniente H.E Rawson
- -Teniente R.H. Stafford
- -Teniente H.W. Renny - Tailyour
- -Teniente A. Mein,
- -Teniente C. Wingfield - Stratford.

## Palmarés
- Copa FA Campeón : 1874-75
- Copa FA Subcampeón: 1872, 1874 y 1878

## Enlaces
- Royal Engineers Museum When the Sappers won the FA Cup 1875
- Historia del Royal Engineers football team
- Página del Royal Engineers

- Datos: Q1418905
- Multimedia: Royal Engineers AFC / Q1418905